# Гарленд (Північна Кароліна)
Гарленд (англ. Garland) — місто (англ. town) в США, в окрузі Сампсон штату Північна Кароліна. Населення — 595 осіб (2020).

## Географія
Гарленд розташований за координатами 34°47′9″ пн. ш. 78°23′42″ зх. д. / 34.78583° пн. ш. 78.39500° зх. д. (34.785902, -78.394917).  За даними Бюро перепису населення США в 2010 році місто мало площу 2,80 км², з яких 2,79 км² — суходіл та 0,02 км² — водойми.

## Демографія
Згідно з переписом 2010 року, у місті мешкало 625 осіб у 250 домогосподарствах у складі 165 родин. Густота населення становила 223 особи/км².  Було 307 помешкань (109/км²).
Расовий склад населення:
| - 47,2 % — білих - 41,1 % — чорних або афроамериканців - 0,3 % — корінних американців - 0,2 % — азіатів - 9,3 % — осіб інших рас |

До двох чи більше рас належало 1,9 %. Частка іспаномовних становила 12,8 % від усіх жителів.
За віковим діапазоном населення розподілялося таким чином: 25,6 % — особи молодші 18 років, 53,1 % — особи у віці 18—64 років, 21,3 % — особи у віці 65 років та старші. Медіана віку мешканця становила 40,9 року. На 100 осіб жіночої статі у місті припадало 100,3 чоловіків;  на 100 жінок у віці від 18 років та старших — 89,8 чоловіків також старших 18 років.
Середній дохід на одне домашнє господарство  становив 38 481 долар США (медіана — 20 625), а середній дохід на одну сім'ю — 49 134 долари (медіана — 33 618). За межею бідності перебувало 30,4 % осіб, у тому числі 43,6 % дітей у віці до 18 років та 8,6 % осіб у віці 65 років та старших.
Цивільне працевлаштоване населення становило 222 особи. Основні галузі зайнятості: освіта, охорона здоров'я та соціальна допомога — 21,6 %, сільське господарство, лісництво, риболовля — 21,2 %, виробництво — 16,2 %.